# إدوارد براي
إدوارد براي (15 أبريل 1874 - 27 نوفمبر 1950) (بالإنجليزية: Edward Bray)‏ هو لاعب كريكت بريطاني.